# Équipe du Nigeria de football à la Coupe d'Afrique des nations 2010
Cet article relate le parcours de l'équipe du Nigeria lors de la Coupe d'Afrique des nations 2010 organisée en Angola du 10 janvier 2010 au 31 janvier 2010.

## Effectif
Liste des 23 donnée le 3 janvier 2010. Statistiques arrêtées le 21 décembre 2009.
| Numéro / Nom       | Numéro / Nom           | Équipe actuelle          | Sél.            | Date de naissance | J.              |                 |                 |                 |                 |
| Gardiens de but    | Gardiens de but        | Gardiens de but          | Gardiens de but | Gardiens de but   | Gardiens de but | Gardiens de but | Gardiens de but | Gardiens de but | Gardiens de but |
| ------------------ | ---------------------- | ------------------------ | --------------- | ----------------- | --------------- | --------------- | --------------- | --------------- | --------------- |
| 1                  | Vincent Enyeama        | Hapoël Tel-Aviv          | 45 (0)          | 29 août 1982      | 6               |                 |                 |                 |                 |
| 23                 | Dele Aiyenugba         | Bnei Yehoudah            | 9 (0)           | 20 novembre 1983  |                 |                 |                 |                 |                 |
| 12                 | Austin Ejide           | SC Bastia                | 16 (0)          | 8 avril 1984      |                 |                 |                 |                 |                 |
| Défenseurs         |                        |                          |                 |                   |                 |                 |                 |                 |                 |
| 3                  | Taye Taiwo             | Olympique de Marseille   | 40 (4)          | 16 avril 1985     | 2               |                 |                 |                 |                 |
| 21                 | Elderson Uwa Echiejile | Stade rennais FC         | 4 (0)           | 20 janvier 1988   | 4               |                 | 1               |                 |                 |
| 22                 | Onyekachi Apam         | OGC Nice                 | 8 (0)           | 30 décembre 1985  | 4               |                 |                 | 1               |                 |
| 5                  | Obinna Nwaneri         | FC Sion                  | 31 (1)          | 19 février 1982   | 2               |                 | 1               |                 |                 |
| 6                  | Danny Shittu           | Bolton Wanderers FC      | 18 (0)          | 2 septembre 1980  | 5               |                 |                 |                 |                 |
| 2                  | Joseph Yobo            | Everton Football Club    | 62 (4)          | 6 septembre 1980  | 2               |                 |                 |                 |                 |
| 17                 | Chidi Odiah            | FK CSKA Moscou           | 19 (1)          | 17 décembre 1983  | 2               |                 |                 |                 |                 |
| 19                 | Yusuf Mohammed         | FC Sion                  | 6 (0)           | 5 novembre 1983   | 5               |                 |                 |                 |                 |
| Milieux de terrain |                        |                          |                 |                   |                 |                 |                 |                 |                 |
| 15                 | Sani Kaita             | AS Monaco FC             | 10 (0)          | 2 mai 1986        | 5               |                 |                 |                 |                 |
| 20                 | Dickson Etuhu          | Fulham Football Club     | 7 (0)           | 8 juin 1982       | 4               |                 |                 |                 |                 |
| 14                 | Seyi Olofinjana        | Hull City AFC            | 40 (0)          | 12 juin 1980      | 1               |                 |                 |                 |                 |
| 10                 | John Obi Mikel         | Chelsea FC               | 21 (2)          | 22 avril 1987     | 6               |                 |                 |                 |                 |
| 4                  | Nwankwo Kanu           | Portsmouth Football Club | 70 (10)         | 1er août 1976     | 2               |                 |                 |                 |                 |
| 13                 | Yussuf Ayila           | Dynamo Kiev              | 20 (1)          | 4 novembre 1984   | 4               |                 | 1               |                 |                 |
| 16                 | Kalu Uche              | UD Almería               | 15 (1)          | 15 novembre 1982  | 3               |                 |                 |                 |                 |
| Attaquants         |                        |                          |                 |                   |                 |                 |                 |                 |                 |
| 11                 | Peter Odemwingie       | MFK Lokomotiv            | 38 (6)          | 15 juillet 1981   | 5               | 2               |                 |                 |                 |
| 9                  | Obafemi Martins        | VfL Wolfsburg            | 23 (15)         | 28 octobre 1984   | 4               | 1               |                 |                 |                 |
| 8                  | Yakubu Aiyegbeni       | Everton Football Club    | 42 (15)         | 22 novembre 1982  | 5               | 1               |                 |                 |                 |
| 7                  | Chinedu Obasi Ogbuke   | TSG 1899 Hoffenheim      | 3 (0)           | 1er juin 1986     | 6               | 1               |                 |                 |                 |
| 18                 | Victor Nsofor Obinna   | Málaga CF                | 23 (5)          | 25 mars 1987      | 6               | 1               |                 |                 |                 |
| Sélectionneur      |                        |                          |                 |                   |                 |                 |                 |                 |                 |
|                    | Shaibu Amodu           |                          |                 | 18 avril 1958     |                 |                 |                 |                 |                 |
| Réserve            |                        |                          |                 |                   |                 |                 |                 |                 |                 |
|                    |                        |                          |                 |                   |                 |                 |                 |                 |                 |
|                    |                        |                          |                 |                   |                 |                 |                 |                 |                 |
|                    |                        |                          |                 |                   |                 |                 |                 |                 |                 |
|                    |                        |                          |                 |                   |                 |                 |                 |                 |                 |
| Blessé             |                        |                          |                 |                   |                 |                 |                 |                 |                 |
| A                  |                        |                          |                 |                   |                 |                 |                 |                 |                 |

## Qualifications

### 2eTour

#### Groupe 4
| Rang | Équipe             | Pts | J | G | N | P | Bp | Bc | Diff |  | Résultats (▼ dom., ► ext.) |     |     |     |     |
| ---- | ------------------ | --- | - | - | - | - | -- | -- | ---- |  | -------------------------- | --- | --- | --- | --- |
| 1    | Nigeria            | 18  | 6 | 6 | 0 | 0 | 11 | 1  | +10  |  | Nigeria                    |     | 2-0 | 4-1 | 2-0 |
| 2    | Afrique du Sud     | 7   | 6 | 2 | 1 | 3 | 5  | 5  | 0    |  | Afrique du Sud             | 0-1 |     | 0-0 | 4-1 |
| 3    | Sierra Leone       | 7   | 6 | 2 | 1 | 3 | 4  | 8  | -4   |  | Sierra Leone               | 0-1 | 1-0 |     | 2-1 |
| 4    | Guinée équatoriale | 3   | 6 | 1 | 0 | 5 | 4  | 10 | -6   |  | Guinée équatoriale         | 0-1 | 0-1 | 2-0 |     |

### 3eTour

#### Groupe B
| Rang | Équipe     | Pts | J | G | N | P | Bp | Bc | Diff |  | Résultats (▼ dom., ► ext.) |     |     |     |     |
| ---- | ---------- | --- | - | - | - | - | -- | -- | ---- |  | -------------------------- | --- | --- | --- | --- |
| 1    | Nigeria    | 12  | 6 | 3 | 3 | 0 | 9  | 4  | +5   |  | Nigeria                    |     | 2-2 | 1-0 | 3-0 |
| 2    | Tunisie    | 11  | 6 | 3 | 2 | 1 | 7  | 4  | +3   |  | Tunisie                    | 0-0 |     | 2-0 | 1-0 |
| 3    | Mozambique | 7   | 6 | 2 | 1 | 3 | 3  | 5  | -2   |  | Mozambique                 | 0-0 | 1-0 |     | 1-0 |
| 4    | Kenya      | 3   | 6 | 1 | 0 | 5 | 5  | 11 | -6   |  | Kenya                      | 2-3 | 1-2 | 2-1 |     |

- Le Nigeria est qualifié pour la Coupe du monde 2010 et la CAN 2010.
- La Tunisie et le Mozambique sont qualifiés pour la CAN 2010.

## Matchs

### 1ertour

#### Groupe C
| Rang | Équipe     | Pts | J | G | N | P | Bp | Bc | Diff |  | Résultats (▼ dom., ► ext.) |  |     |     |     |
| ---- | ---------- | --- | - | - | - | - | -- | -- | ---- |  | -------------------------- |  | --- | --- | --- |
| 1    | Égypte     | 9   | 3 | 3 | 0 | 0 | 7  | 1  | +6   |  | Égypte                     |  | 3-1 | 2-0 | 2-0 |
| 2    | Nigeria    | 6   | 3 | 2 | 0 | 1 | 5  | 3  | +2   |  | Nigeria                    |  |     | 1-0 | 3-0 |
| 3    | Bénin      | 1   | 3 | 0 | 1 | 2 | 2  | 5  | -3   |  | Bénin                      |  |     |     | 2-2 |
| 4    | Mozambique | 1   | 3 | 0 | 1 | 2 | 2  | 7  | -5   |  | Mozambique                 |  |     |     |     |

| 12 janvier 2010 | Égypte                              | 3-1 | Nigeria   | Complexo da Sr. da Graça, Benguela                       |                                                          |
| 17:00 UTC+1     | Moteab 34e · Hassan 54e · Geddo 87e |     | Obasi 12e | Spectateurs : 18 000 Arbitrage : Rajindraparsad Seechurn | Spectateurs : 18 000 Arbitrage : Rajindraparsad Seechurn |
| 17:00 UTC+1     | Rapport                             |     |           | Spectateurs : 18 000 Arbitrage : Rajindraparsad Seechurn | Spectateurs : 18 000 Arbitrage : Rajindraparsad Seechurn |

| 16 janvier 2010 | Nigeria | 1-0 | Bénin | Complexo da Sr. da Graça, Benguela                         |                                                            |
| 17:00 UTC+1     | Yakubu  |     |       | Spectateurs : 8 000 Arbitrage : Helder Martins de Carvalho | Spectateurs : 8 000 Arbitrage : Helder Martins de Carvalho |
| 17:00 UTC+1     | Rapport |     |       | Spectateurs : 8 000 Arbitrage : Helder Martins de Carvalho | Spectateurs : 8 000 Arbitrage : Helder Martins de Carvalho |

| 20 janvier 2010 | Nigeria                          | 3-0   | Mozambique | Estádio Alto da Chela, Lubango                  |                                                 |
| 17:00 UTC+1     | Odemwingie 45e 47e · Martins 86e | (1-0) |            | Spectateurs : 8 050 Arbitrage : Koman Coulibaly | Spectateurs : 8 050 Arbitrage : Koman Coulibaly |
| 17:00 UTC+1     | Rapport                          |       |            | Spectateurs : 8 050 Arbitrage : Koman Coulibaly | Spectateurs : 8 050 Arbitrage : Koman Coulibaly |

### Quart de finale
| Quarts de finale 4          | Zambie                                           | 0-0               | Nigeria                                         | Estádio Alto da Chela, Lubango                      |                                                     |
| 25 janvier 2010 20:30 UTC+1 |                                                  |                   | Apam 107e                                       | Spectateurs : 10 000 Arbitrage : Essam Abd El Fatah | Spectateurs : 10 000 Arbitrage : Essam Abd El Fatah |
| 25 janvier 2010 20:30 UTC+1 | Rapport                                          |                   |                                                 | Spectateurs : 10 000 Arbitrage : Essam Abd El Fatah | Spectateurs : 10 000 Arbitrage : Essam Abd El Fatah |
| 25 janvier 2010 20:30 UTC+1 | Chivuta · C.Katongo · Mayuka · Nyirenda · Mweene | Tirs au but 4 - 5 | Mikel · Martins · Obinna · Odemwingie · Enyeama | Spectateurs : 10 000 Arbitrage : Essam Abd El Fatah | Spectateurs : 10 000 Arbitrage : Essam Abd El Fatah |

### Demi-finale
| Demi-Finale 1               | Ghana    | 1-0 | Nigeria | Estádio Cidade Universitária, Luanda           |                                                |
| 28 janvier 2010 17:00 UTC+1 | Gyan 21e |     |         | Spectateurs : 7 500 Arbitrage : Daniel Bennett | Spectateurs : 7 500 Arbitrage : Daniel Bennett |
| 28 janvier 2010 17:00 UTC+1 | Rapport  |     |         | Spectateurs : 7 500 Arbitrage : Daniel Bennett | Spectateurs : 7 500 Arbitrage : Daniel Bennett |

### Match pour la3eplace
| Match pour la 3e place      | Nigeria    | 1 - 0 | Algérie | Complexo da Sr. da Graça, Benguela             |                                                |
| 30 janvier 2010 17:00 UTC+1 | Obinna 55e |       |         | Spectateurs : 12 000 Arbitrage : Badara Diatta | Spectateurs : 12 000 Arbitrage : Badara Diatta |
| 30 janvier 2010 17:00 UTC+1 | Rapport    |       |         | Spectateurs : 12 000 Arbitrage : Badara Diatta | Spectateurs : 12 000 Arbitrage : Badara Diatta |